# Galamb Ödön
Galamb Ödön Károly (Tét, 1888. június 5. – Budapest, 1945. január 15.) magyar gyorsírásszakértő, irodalomtörténész, költő, latin-történelem szakos tanár. "A gyorsírás apostola", "a tehetségek istápolója" volt.

## Életpályája
Szülei Galamb Kristóf járásbíró és Bischoff Berta voltak. Középiskoláit a Pápai Református Gimnáziumban kezdte, a veszprémi katolikus gimnáziumban érettségizett. 1906-1911 között a budapesti egyetem latin-történelem szakos hallgatója volt. 
Első állomása Lugos volt 1912-ben; innen küldte A Hét című folyóirathoz költeményeit. Az első világháború kezdetén (1914–1915) a Krassó-Szörényi Lapokat szerkesztette. 1915–1916 között Pancsovára került; Lőrinc Péter az újvidéki egyetem későbbi történelem-professzorának tanítványa volt.
Trianon után (1920) a szerbek elűzték iskolájából. Egy ideig vagonokban élt családjával. 1920 tavaszán lett a makói gimnázium tanára; az internátus termeiben kapott lakást. 1922–1923-as tanév végén megszűnt internátusi felügyelői beosztása. Még egy évig bent laktak az intézetben, majd Makóra, az Úri u. 27.-be költöztek. 1927-ben Makón, a Kossuth u. 49. alá költöztek. Makói éveiben filozófiából doktorált.
Makón tanulta meg a gyorsírást; 1924-ben a szegedi országos versenyen elvitte a pálmát: 20 aranykoronát és egy díszoklevelet kapott. 1924 őszén vette át a gimnáziumi gyorsírótanfolyam és a gyorsírókör vezetését. Makón elsőként vezette be a Radnai Béla-féle rendszer használatát. Tanítványai az 1926-os országos versenyen megszerezték a tízes diákgyorsíró-csapatbajnokságot, 1927-ben pedig a budapesti országos verseny ötös intézeti csapatbajnokságot. 1928. április 28. és 29. között Makón került megrendezésre a délvidéki kerület gyorsíróversenye. 1932-ben felkerült a minisztériumba, a középiskolai gyorsírástanítás szakfelügyelője lett.
Nyolc évig a fővárosi Zrínyi Miklós Gimnázium, majd haláláig a Madách Imre Gimnázium oktatója volt.
1945. január 15-én bombatámadásból származó repeszdarabok sebezték halálra Budapesten. Sírja a Megyeri úti temetőben található.

## Emlékezete
- Lánya, Dr. Takács Tiborné Galamb Sarolta édesapja hagyatékát a makói József Attila Múzeumnak adta.
- 1988. november 10-én, születésének 100. évfordulóján, Makón, a Kossuth u. 49. számú házon – ahol utolsó makói éveit töltötte – emléktáblát avattak tiszteletére.

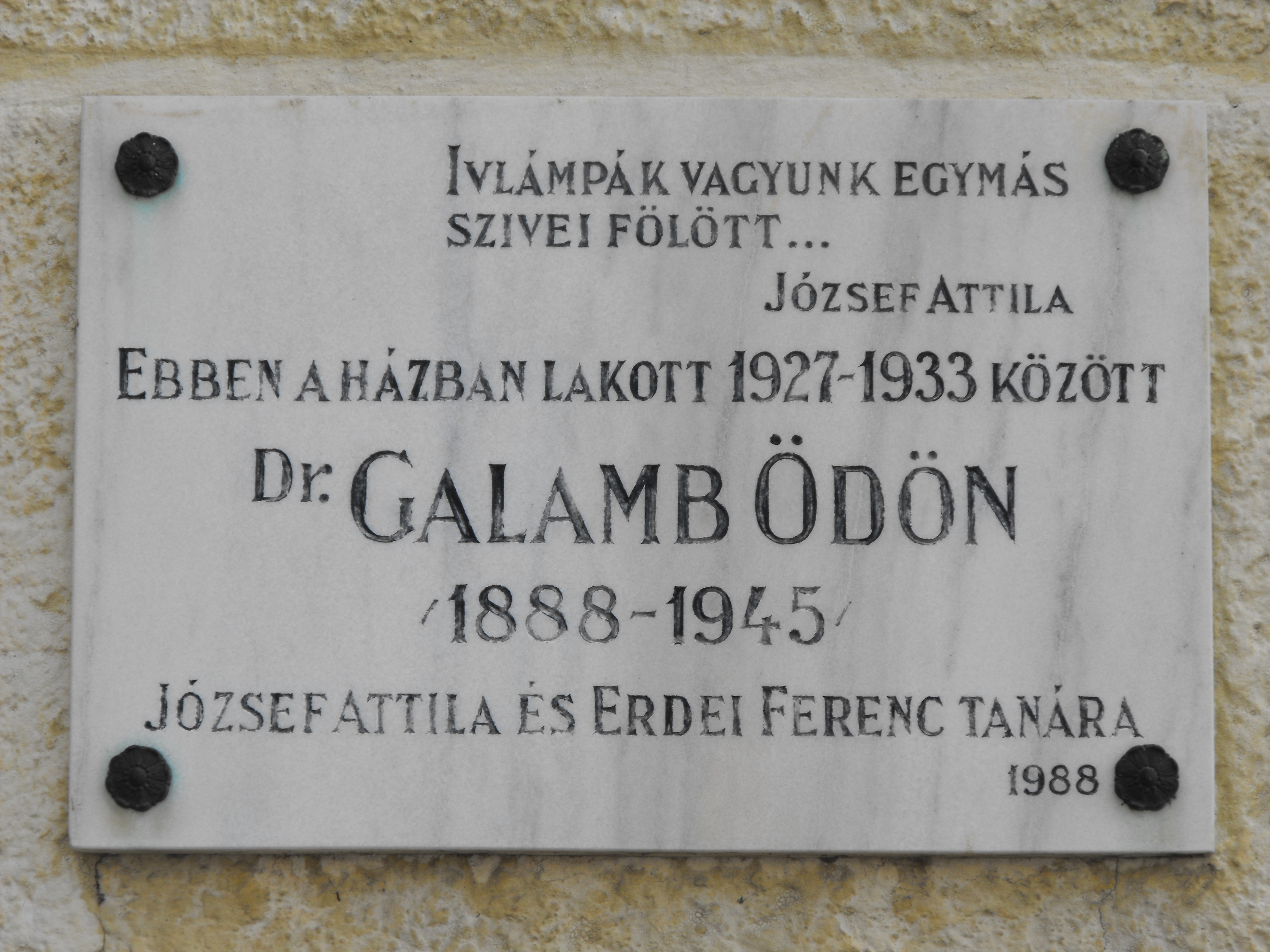
Galamb Ödön emléktáblája Makón, a Kossuth u. 49. alatt; ő volt Erdei Ferenc és József Attila tanára.

- Fia, Galamb Zoltán,[4] egy tragikus sorsú, tehetséges színész volt, aki a színpadon is és tollat ragadva is próbálta ébren tartani édesapja emlékét.